# Maxime de Lyon
Maxime (en latin Maximus) est le 10e évêque de Lyon. Il succède à Vocius dans la première moitié du IVe siècle.

## Biographie
On ne sait rien de lui et de sa vie, seul son nom nous est connu d'après les différentes listes des premiers archevêques de Lyon et les chroniques de l'histoire de l'Église de Lyon. Il est parfois assimilé à un saint Maxime évoqué dans la Litanie de l'Église de Lyon mais sans rien qui permette de faire ce rapprochement. 